# عقد 750 هـ
عقد 750 هـ هو الفترة بين عام 750 إلى 759 في التقويم الهجري، أي العشر سنوات السادسة من القرن الثامن الهجري.